# Castell de Montesquiu (Vallbona de les Monges)
El Castell de Montesquiu és una obra del municipi de Vallbona de les Monges (Urgell) declarada bé cultural d'interès nacional.

## Descripció
En un turó situat a uns tres quilòmetres de Vallbona de les Monges, direcció Rocallaura, estava situat el castell de Montesquiu. El lloc és ple de pinar i arbusts i entre aquesta vegetació s'entreveuen fragments de murs de carreus de pedra. En un d'aquests fragments es pot veure una arcada tapiada.

## Història
Aquest castell fou conegut en un primer moment com a castell de Colobrer. L'any 1164, Ramon de Cervera van posar sota la guàrdia i batllia de Santa Maria de Vallbona aquest castell. El 1219 Dolça de Passanant va fer donació del castell, amb els seus termes, la jurisdicció i la castlania, a l'abadessa Ermessenda de Vallbona.
Al segle xv Francí de Gàver n'era el senyor. Aquest fou un noble que va tenir un paper rellevant durant la Guerra Civil Catalana pel conflicte entre els partidaris del rei Joan II i els de la Generalitat.
Al segle xvi, els homes de Montesquiu forniren amb pobladors la nova vila de Vallbona així Montesquiu es convertí en un despoblat. Durant la construcció de la nova parròquia de Vallbona, entre el final del segle xviii i el 1850, les restes del castell i l'església de Montesquiu serviren de pedrera.